# Institution Hwa Chong
L’Institution Hwa Chong est une école chinoise de Singapour à Bukit Timah fondée par la fusion de la Chinese High School  et de l'université Hwa Chong en 2005.